# Bombardeio do Hospital Árabe Al-Ahli
O bombardeio do Hospital Árabe Al-Ahli foi um bombardeamento que atingiu esse hospital, localizado na cidade de Gaza, em 17 de outubro de 2023 em meio ao conflito israelo-palestino do mesmo ano.
Uma explosão ocorreu no pátio do hospital, onde milhares de palestinos desalojados e feridos buscavam abrigo, causando a maior perda de vidas civis em um único acontecimento em Gaza durante o conflito israelo-palestino desde 2008. O número de vítimas fatais noticiado pela imprensa varia de 200 a mais de 500 pessoas. O Ministério da Saúde de Gaza afirma que pelo menos 471 pessoas morreram.
A causa da explosão é contestada. O Ministério da Saúde de Gaza, dirigido pelo Hamas, alegou que a explosão foi resultado de um ataque aéreo israelense. As Forças de Defesa de Israel negaram a acusação, afirmando que a explosão foi causada por um lançamento malsucedido de um foguete pela Jihad Islâmica Palestina, cujo objetivo seria atingir a cidade israelense de Haifa. Um porta-voz da Jihad Islâmica negou as alegações. Uma análise da Associated Press avaliou que a origem mais provável do foguete que causou a explosão é a Faixa de Gaza.

## Antecedentes
Fundado pela Sociedade Missionária da Igreja da Igreja Anglicana, o hospital está em funcionamento desde 1882. Entre 1954 e 1982, foi administrado pela Conferência Batista do Sul como missão médica. Mais tarde na década de 1980, retornou à direção da Igreja Anglicana.
Desde o início da evacuação do norte da Faixa de Gaza, o Hospital Árabe Al-Ahli Batista acolheu centenas de desalojados em resposta à crescente crise humanitária na região. O hospital foi danificado por foguetes israelenses no fim do dia 14 de outubro, deixando quatro funcionários feridos conforme comunicado do Arcebispo de Canterbury, Justin Welby. Antes do ataque aéreo do dia 14, o hospital abrigava cerca de seis mil pessoas desalojadas; posteriormente, muitos deles fugiram, restando cerca de mil pessoas no pátio do hospital. Em 16 de outubro, Israel ordenou a evacuação de 21 hospitais em Gaza, incluindo o Hospital Batista Al-Ahli Arabi. Em função da falta de leitos para pacientes nos hospitais ao sul, médicos que atuam na região relataram que os hospitais ao norte da Faixa de Gaza precisaram ignorar os alertas israelenses. As estradas que foram danificadas ou bloqueadas por destroços de bombardeios tornaram impossível transportar a maioria dos pacientes, especialmente recém-nascidos e aqueles que dependem de ventiladores.
O jornal britânico The Guardian informou que a escala da explosão parecia estar "fora da capacidade" do Hamas, reiterando que o hospital já havia sido alvo de foguetes vindos de Israel em 14 de outubro. A rede de notícias catari Al-Jazeera atribuiu a responsabilidade dos ataques a Israel. O Hamas, no entanto, conhecidamente já guardou munições dentro de hospitais, mesquitas e escolas no passado.

## Reações
O presidente da Autoridade Palestina, Mahmoud Abbas, declarou três dias de luto após o ocorrido e cancelou uma reunião marcada com o presidente americano Joe Biden. O primeiro-ministro canadense, Justin Trudeau, descreveu o ataque como “horrível” e “inaceitável”. O diretor-geral da Organização Mundial da Saúde, Tedros Adhanom Ghebreyesus, condenou o ataque. Egipto, Irão, Jordânia e Turquia também condenaram o ocorrido, enquanto o Catar condenou o que descreveu como "uma escalada perigosa".
O ataque gerou protestos contra a Autoridade Palestina em Ramallah e outras cidades da Cisjordânia, levando a polícia a usar gás lacrimogêneo e armas de efeito moral na tentativa de dispersar os manifestantes. Manifestantes em Amã também tentaram invadir a embaixada israelense na Jordânia. Protestos em frente à fortificada embaixada dos Estados Unidos no vilarejo de Beit Awkar, no norte do Líbano, causaram confronto entre centenas de manifestante munidos com pedras e as forças de segurança libanesas, que responderam com gás lacrimogêneo. Com isso, Departamento de Estado dos Estados Unidos aumentou o alerta de viagem no Líbano para "não viajar" aos seus cidadãos.
O Hezbollah clamou o dia 17 de outubro como "o dia da fúria", culpando Israel pelo ataque ao hospital. Centenas de pessoas se reuniram junto à embaixada francesa e estadunidense em Beirute hasteando bandeiras do Hezbollah e arremessando pedras. Protestos ocorreram nas embaixadas de Israel na Turquia e Jordânia e nas capitais do Marrocos e do Iraque, além da cidade iemenita de Taz. Em resposta, o Conselho de Segurança Nacional de Israel emitiu avisos de segurança para os seus nacionais no Marrocos e Turquia, alertando para que evitem viajar para ou dentro destes países e para que busquem lugares seguros.  No Irã, centenas de manifestantes se reuniram em frente às embaixadas da França e Reino Unido em Teerã na manhã do dia 18 de outubro.
O presidente brasileiro Luiz Inácio Lula da Silva publicou uma mensagem no dia 18 de outubro classificando o ataque como uma "tragédia injustificável". O Itamaraty também divulgou nota à imprensa condenando o bombardeio.
O presidente dos Estados Unidos, Joe Biden, em visita a Israel também no dia 18, disse a Benjamin Netanyahu que aceitava a versão de Israel sobre os fatos e que as evidências a respeito do bombardeio, apresentadas a ele pelo departamento de defesa da presidência, sugeriam que o responsável teria sido "o outro lado."

## Investigações
No dia 18 de outubro, o exército israelense publicou um vídeo do que seria a evidência de que a explosão do hospital em Gaza foi causada pelo lançamento malsucedido de um foguete palestino, e não um dos seus próprios. O exército também citou fotografias tiradas momentos após a explosão e gravações como provas.
Em coletiva à imprensa, o contra-almirante e porta-voz do exército israelense Daniel Hagari disse que essa investigação "confirmou que não houve qualquer disparo das Forças de Defesa de Israel vindo de terra, mar ou ar que acertou o hospital", afirmando que Israel está "absolutamente convicta" de que o ataque é autoria da Jihad Islâmica Palestina, uma vez que não houve dano estrutural aos prédios ao redor ou formação de crateras consistentes com um ataque aéreo israelense. Hagari alegou que o grupo palestino atirou dez foguetes às 6:59 (GMT+3) da noite no dia do ataque, e que um deles perdeu altitude prematuramente, atingindo assim o estacionamento do hospital conforme vídeo publicado em rede social na manhã do dia 18 de outubro. Ele também exibiu imagens aéreas gravadas por drones militares durante a noite, desconsiderando qualquer sugestão de que o bombardeio teria sido causado por um míssil interceptor israelense visto que Israel não usa tais projéteis no espaço aéreo de Gaza.
Hagari também divulgou para a imprensa o que ele disse ser o grampo telefônico de uma conversa entre dois membros do Hamas. No áudio, um dos homens sugere que o disparo foi realizado pela Jihad Islâmica Palestina: "Estou dizendo que esta é a primeira vez que vemos um míssil como este cair. Por isso estão dizendo que pertence à Jihad Islâmica Palestina".
Críticos e jornalistas questionaram a credibilidade da versão de Israel.
Um repórter cinematográfico freelancer em serviço ao jornal estadunidense The New York Times, em visita ao local da explosão no dia 18, gravou imagens que mostram uma pequena cratera de impacto. Outras fotos e vídeos, incluindo as imagens aéreas do exército de Israel, mostram o mesmo. No entanto, segundo o jornal, não é possível afirmar ainda se a cratera está de fato relacionada com a explosão.
Uma avaliação conduzida pela inteligência do Conselho de Segurança Nacional dos Estados Unidos indicou que "alguns militantes palestinos na Faixa de Gaza acreditam" que a explosão no hospital "foi provavelmente causada por um foguete errante ou míssil lançado pela Jihad Islâmica Palestina." Adrienne Watson, porta-voz do Conselho de Segurança Nacional, disse: "Os militantes ainda estavam investigando o ocorrido. Nós continuaremos a trabalhar para corroborar se a explosão foi resultado de um lançamento da Jihad Islâmica Palestina". Watson também reiterou que o governo estadunidense "avalia que Israel não foi responsável pela explosão que matou centenas de civis no Hospital Al-Ahli [no dia 17] na Faixa de Gaza," e que tal avaliação se baseia nos "relatórios disponíveis, incluindo inteligência, atividade de mísseis e vídeos e imagens de licença livre do incidente".
Uma averiguação conduzida pela inteligência do exército francês indicou que a causa mais provável para o bombardeio foi "um foguete palestino que carregava cerca de cinco quilogramas de explosivos" e cujo lançamento foi "possivelmente malsucedido". Com isso, o Escritório de Direitos Humanos das Nações Unidas pediu por uma investigação independente sobre o ataque.
No dia 21 de outubro, a Sanad, agência de verificação de fatos da rede Al-Jazeera, publicou uma investigação que dizia que "as declarações israelenses parecem ter interpretado mal as evidências para construir a narrativa de que os clarões capturados [em imagens] por diversas fontes vinham do lançamento malsucedido de um foguete." A agência disse ainda que, "o clarão (...), no entanto, é consistente com um dos mísseis da Cúpula de Ferro de Israel, que interceptou um míssil lançado de Gaza e o destruiu ainda no ar".
A agência citou também análise realizada pelo canal britânico Channel 4, onde, ao examinar evidências em vídeo de ambos os lados, concluiu que "não há prova de que as explosões no ar e em terra estão necessariamente conectadas". Por fim, a Sanad explicou que não há evidências conclusivas para determinar quem estava por trás da explosão que atingiu o Hospital Al-Ahli, dizendo, entretanto, que "inúmeras organizações sugeriram que uma pequena cratera deixada pelo ataque parecia ser compatível com armamentos normalmente utilizados por Israel".
A agência de notícias independente Associated Press utilizou imagens de satélite, mapas, consultou especialistas em inteligência open-source, geolocalização e engenharia espacial, além da analisar vídeos de canais de notícias, câmeras de segurança e postagens em redes sociais para conduzir uma investigação independente. Apesar da falta de evidência forense, a agência concluiu que o foguete que se despedaçou no ar "foi lançado de dentro do território palestino", e que a explosão no hospital foi "muito provavelmente causada quando parte do foguete colidiu com o chão." No entanto, mesmo com o suporte de especialistas e inteligência, com a falta de evidências adicionais e a impossibilidade de se coletar material no local, "não há qualquer prova definitiva de que o despedaçamento do foguete e a explosão no hospital estão relacionados".